# Жан II (граф Арманьяк)
Жан II Горбань (фр. Jean II le Bossu; бл. 1333 — 26 травня 1384) — граф Арманьяк, Фезансак, Родез, Шароле у 1373—1384 роках.

## Життєпис
Походив з Дому Фезансаге (Другий Дім Арманьяк). Старший син Жана I, графа Арманьяка, Фезансак, Родез, та Беатріси де Клермон, графині Шароле. Народився близько 1333 року. Спочатку отримав титул сеньйора. Потім отримав від батька в апанаж віконтство Ломань. Згодом мати зробив його співграфом Шароле.
1351 року вперше долучився до війська короля Жана II, де воював проти англійських військ. 1352 року разом з батьком обороняв Лангедок. Тут користувався послугами найманців (великими компаніями), серед яких здобув значну повагу. У 1352—1353 роках брав участь у походах Тевтонського ордену проти Великого князівства Литовського. 1357 року брав участь у поході батька до Провансу, де було переможено велику компанію на чолі із Арно де Серполем.
1361 року брав участь разом з батьком у поході принца Едуарда на підтримку Педро I, короля Кастилії. Потім допомагав Філіппу II, герцогу Бургундії, приборкувати бургундських баронів. У 1360-х роках разом з Жаном Беррійським воював проти Гастона III, графа Фуа.
У 1368 році підтримав апеляцію батька до французького короля Карла V проти англійського принца Едуарда Аквітанського. Брав активну участь у вигнанні англійців з Гасконі і Гієні.
1373 року після смерті батька став графом Арманьяк, Фезансак і Родез. Призначається королівським лейтенантом (намісником) Лангедоку. 1379 року остаточно замирився з Гастоном III де Фуа, закріпивши шлюбом своєї доньки з сином останнього.
В 1380 році він підтримав повстання шляхти графства Комменж проти Жанни, графині Комменж, зайняв графство, захопив Жанну і помістив її в своєму замку Овіллар, а потім перевів до замку Лектур. Підтримував герцога Жана Беррійського у боротьбі з Філіппом II Бургундським. В результаті 1384 року його було викликано до Парижу. Втім на шляху до столиці королівства помер в Авіньйоні. Володіння успадкував старший син Жан III.

## Родина
Дружина — Жанна, донька Роже-Бернара Талейрана, єпископа Перігора
Діти:
- Жан (1359—1391), граф Арманьяк, Фезансак, Родез, Шароле
- Бернар VII (1363—1418), граф Арманьяк, Фезансак, Родез
- Беатріса (1365—1410), дружина : 1) Гастона де Фуа-Беарна; 2) Карло Вісконті, сеньйора Парми
- бастарди